# Beth Shalom (München)
Beth Shalom (hebräisch בֵּית שָׁלוֹם „Haus des Friedens“; voller Name: Liberale jüdische Gemeinde München Beth Shalom e. V.) ist eine liberale jüdische Gemeinde in München. Sie wurde 1995 gegründet und hat inzwischen knapp 650 Mitglieder (Stand 2024). Vorsitzende ist Eva Ehrlich.

## Geschichte
Durch den Abzug der US-Truppen 1992 endeten deren liberale jüdische Gottesdienste, an denen auch deutsche, vor allem aber englischsprachige liberale jüdische Münchner ohne Bezug zur US-Armee teilgenommen hatten. Mehrere Eltern gründeten einen zunächst informellen Kreis, der eine Sonntagsschule für den Religionsunterricht ihrer Kinder organisierte. Ab 1994 gab es regelmäßigen Religionsunterricht und einmal im Monat einen liberalen Kabbalat-Schabbat-Gottesdienst am Freitagabend, kurz nach Sonnenuntergang. Im September 1994 war der Rabbiner Allen Podet aus den USA zu Gast und feierte mit der Münchner liberalen Jugend erstmals die großen Feiertage.
1995 fand die formelle Gründung der Liberalen Jüdischen Gemeinde München Beth Shalom e. V. statt und die Aufnahme in die World Union for progressive Judaism. Seit 1996 hatte die Gemeinde erstmals eine (Teilzeit-)Mitarbeiterin, die Religionsunterricht gab. Im selben Jahr erhielt die Gemeinde eine eigene Tora-Rolle (Sefer Tora), die die Gemeinde Rodef Shalom aus Pittsburgh als Dauerleihgabe stellt. Im September 1996 hielt Gastrabbiner Moshe Zemer aus Tel Aviv die Feiertagsgottesdienste in München und der in Augsburg geborene Rabbiner Walter Jacob aus Pittsburgh wurde ehrenamtlicher Oberrabbiner von Beth Shalom. Die Gemeinde konnte seit diesem Jahr die Räume der Katholischen Integrierten Gemeinde in der Münchner Ludwigsvorstadt mitnutzen.
1997 fand die erste Bat Mizwa bei Beth Shalom statt, die Gemeinde erhielt ein eigenes Gräberfeld auf dem Waldfriedhof und Walter Homolka wurde der erste feste Rabbiner der Gemeinde, der allerdings schon 1998 nach Hamburg umzog. 1999 fand die erste Chuppa (jüdische Hochzeit) statt und 2003 mietete Beth Shalom erstmals eigene Räume in der Isarvorstadt. Bis 2005 betreute Walter Rothschild die Gemeinde als Rabbiner. Seit 2004 hat Beth Shalom einen Toravorhang und eine weitere Tora-Rolle. 2005 übernahm Tom Kučera, noch in seinem letzten Studienjahr am Abraham-Geiger-Kolleg, die Stelle des Rabbiners bei Beth Shalom. Er wurde 2006 zusammen mit zwei Mitstudenten der erste liberale, in Deutschland ausgebildete Rabbiner seit der Shoa und führt bis heute die Gemeinde. 2008 erklärte der Architekt Daniel Libeskind, dass er Entwürfe für eine liberale Synagoge in München erstellen werde, und legte diese auch 2011 vor. Zwar  ist die Frage der Finanzierung und der konkreten Nutzung offen, doch zumindest reservierte die Stadt München ein Grundstück im Lehel für diesen Zweck.
2011 wurde eine weitere Tora-Rolle der Gemeinde von einer befreundeten New Yorker Gemeinde zur Verfügung gestellt und Beth Shalom konnte in größere Räume in Mittersendling umziehen, in denen sich etwa 200 Personen versammeln können.
Seit 2014 hat Beth Shalom einen Kantor. Im selben Jahr gab es erstmals eine gemeinsame Veranstaltung mit der orthodoxen Gemeinde Ohel Jakob in der Synagoge am Münchner Sankt-Jakobs-Platz.
Zum zehnjährigen Dienstjubiläum von Rabbiner Kučera gaben Mitglieder und Förderer der Gemeinde eine eigene Tora-Rolle in Auftrag, die von Sofer Bernard Benarroch in London geschrieben und am 24. September 2017 in die Gemeinde eingebracht wurde.
2020 beantwortete die Stadt München einen Antrag auf Vorbescheid für den Synagogen-Neubau positiv. Mit einem Baubeginn ist frühestens 2025 zu rechnen. Neben der Synagoge und weiteren Gemeinderäumen sollen auf dem Grundstück auch ein Kindergarten und mehrere Wohnungen mit zusammen etwa 1500 m² Wohnfläche entstehen. Zur Finanzierung wurde eine Stiftung gegründet, die nach Spendern sucht.

## Gemeindeleben
Beth Shalom hält regelmäßig Gottesdienste in den Liturgiesprachen Hebräisch und Deutsch ab, teilweise auch auf Englisch. Frauen und Männer sind dabei in jeder Hinsicht gleichberechtigt, werden also auch beide zur Alijah laTorah, der Lesung aus der Tora, gerufen. Beth Shalom erteilt staatlich anerkannten Religionsunterricht und bietet Bildungsveranstaltungen für Erwachsene an. Dabei werden der jüdische Glaube und die Gebote im Geist des liberalen Judentums vermittelt. Beth Schalom verwaltet einen kleinen Teil des Waldfriedhofs als Neuen jüdischen Friedhof.
Oberrabbiner ist Walter Jacob in Pittsburgh, Gemeinderabbiner ist Tom Kučera, Kantor war Nikola David. 
2019 übernahm die Psychologin Anna Grube den Vorsitz vom Physiker Jan Mühlstein, der ihn insgesamt zwölf Jahre innehatte. 2021 wurde Eva Ehrlich zur Vorsitzenden gewählt. Ihr folgte im Frühjahr 2025 der Hochschullehrer C. Bernd Sucher nach.

## Mitgliedschaften und Partnerschaften
Die Gemeinde ist Mitglied in der Union progressiver Juden in Deutschland und darüber hinaus in der World Union for Progressive Judaism. Sie ist assoziiert mit dem britischen Movement for Reform Judaism und mit der Israelischen Bewegung für Reformiertes und Progressives Judentum –  התנועה הרפורמית – יהדות מתקדמת בישראל. Ihre Partnergemeinde in Israel ist die Congregation Darchei Noam in Ramat HaSharon.